# Pier

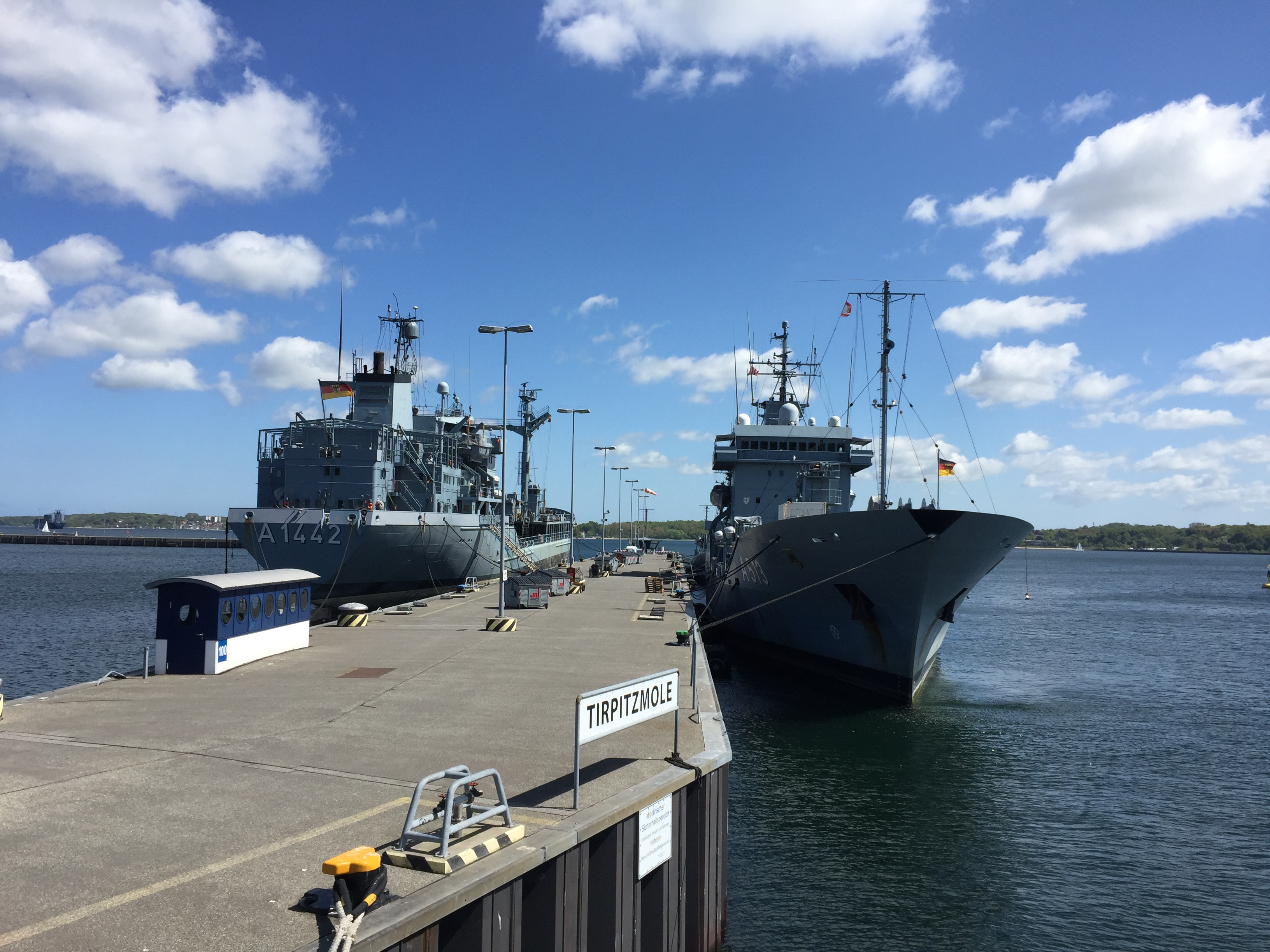
Gorch-Fock-Mole (vor 2021 Tirpitz) in Kiel

Ein (Seemannssprache: eine) Pier (Plur.: Piere oder Piers) ist ein Hafenbauwerk, das meist mehr oder weniger rechtwinklig zum Kai verläuft, auf beiden Wasserseiten als Schiffsanleger dient und oberseitig befestigt und mit Fahrzeugen befahrbar ist. Oft kann auch eine befahrbare Mole im Hafenbereich als Schiffsliegeplatz und damit als Pier genutzt werden, beispielsweise die Gorch-Fock-Mole im Marinestützpunkt Kiel.

## Bauart und Zweck
Eine Pier besteht aus einem aufgeschütteten Hafendamm, der wasserseitig senkrecht abfällt und daher dort mit stählernen Spundwänden, Stahlbeton oder Holz befestigt ist. Ihre Oberfläche ist meist mit einer Beton- oder Asphaltdecke befestigt.
Größe und Bauart sind abhängig vom Einsatzzweck. So gibt es neben Schiffsanlegern für Fahrgastschiffe auch spezielle Piers zum Löschen von ISO-Containern, Gefahrgut oder Stückgut. Piers haben zur Aufnahme von großen Lasten (Portalkran, Container) und Kräften (An- und Ablegemanöver) besonders stabile Fundamente.

## Abweichende Bedeutung im amerikanisch-englischen Sprachgebrauch

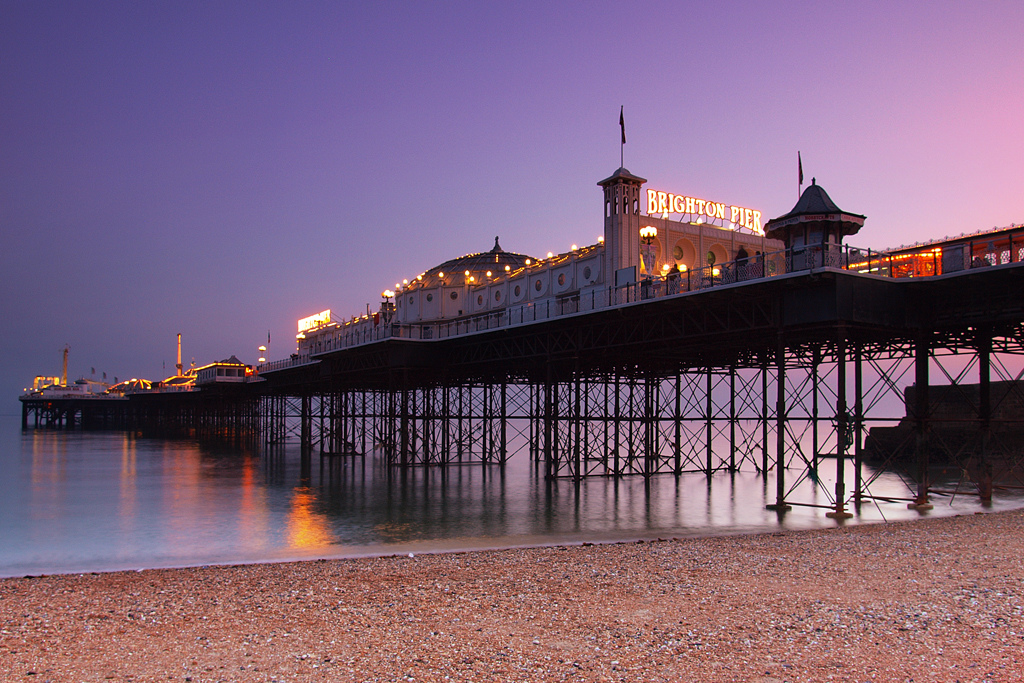
Der Brighton Palace Pier, eine Seebrücke in Großbritannien

Im Englischen bezeichnet pier stattdessen eine Seebrücke, ein Bauwerk auf Pfählen, unter dem das Wasser hindurchfließen kann. Dem deutschen „Pier“ kommt im Englischen jetty nahe, womit aber auch eine befahrbare Buhne oder Mole gemeint sein kann, die in erster Linie als Wellenbrecher dient, aber oben befestigt und mit einem Weg versehen ist. Auch das englische dock, welches in manchen Regionen eine von drei Wasserseiten zugängliche Plattform bezeichnet, kann einer Pier nahekommen.
Die unterschiedliche Bedeutung im Englischen und Deutschen führt oft zu einer falschen Verwendung des deutschen Begriffs. Selbst Wörterbücher und der Duden geben vertauschte oder falsche Begriffserklärungen an.